# مورين أوكبوكو
مورين أوكبوكو (بالإنجليزية: Maureen Okpoko)‏، هي مُمثلة نيجيرية. في 2016، رُشحت مورين لنيل جائزة الأكاديمية الأفريقية للأفلام لأفضل ممثلة في دور مساعد.

## أعمالها
- «الرجل المجنون الذي أُحبه» (بالإنجليزية: The Madman I Love)‏ (2015).[2]
- «منزل جيد» (بالإنجليزية: Good Home)‏ (2016).

## حياته الخاصة
مورين أوكبوكو من مواليد ولاية أنمبرة في نيجيريا، وهي من أصول جامايكية نيجيرية. مورين مُتزوجة وأُم لثلاث أبناء.

## روابط خارجية
مورين أوكبوكو على موقع IMDb (الإنجليزية)